# Жиу (цинут)
Жиу — один из десяти цинутов Румынии в 1938—1940 гг. Занимал территорию исторической области Олтения. Был назван в честь реки Жиу.

## Герб
Герб состоял из шести полос (3 красных, 3 жёлтых). Это изображало шесть жудецов, входящих в состав цинута Жиу. На фоне полос был изображён лев.

## Состав
В состав цинута Жиу входило шесть жудецов:
- Вылча
- Горж
- Долж
- Мехединци
- Олт
- Романати